# Catasetinae
Catasetinae – podplemię roślin z rodziny storczykowatych (Orchidaceae). Obejmuje 7 rodzajów. Rośliny te występują w Ameryce Środkowej i Ameryce Południowej.
Catasetinae są zapylane wyłącznie przez samce pszczół długojęzyczkowatych (Euglossini), które przyciągane są zapachami kwiatów. Zależność pomiędzy pszczołami oraz kwiatami jest bardzo złożona i poszczególny gatunek Catasetinae może przyciągać tylko jeden lub kilka gatunków pszczół z plemienia Euglossini z kilkudziesięciu występujących w siedlisku.

## Systematyka
Podplemię sklasyfikowane do plemienia Cymbidieae z podrodziny epidendronowych (Epidendroideae) w rodzinie storczykowatych (Orchidaceae), rząd szparagowce (Asparagales) w obrębie roślin jednoliściennych.
Wykaz rodzajów
- Catasetum Rich. ex Kunth
- Clowesia Lindl.
- Cycnoches Lindl.
- Dressleria Dodson
- Galeandra Lindl.
- Grobya Lindl.
- Mormodes Lindl.